# Foirause
La Foirause est un petit ruisseau du canton de Vaud, en Suisse, affluent du Sauteru.

## Hydronymie
L'origine du nom de ce cours d'eau vient du nom arpitan fouairausa venant lui-même du latin foria via un emprunt de l'ancien français foire qui signifie littéralement diarrhée. C'est donc une expression métaphorique pour désigner un cours d'eau boueux. En 1906, le nom du ruisseau était orthographié Foirausaz, par simplification et francisation, la terminaison a été remplacée par le « e » muet.

## Parcours
S'écoulant entièrement dans la région du Gros-de-Vaud, le ruisseau prend sa source au lieu-dit Le Bochet au sud de la commune de Bercher à une altitude de 626 m. Il s'écoule vers le nord et vient rapidement marquer la limite communale avec le village de Rueyres, puis celui d'Oppens avant de se jeter dans le Sauteru à l'est du village d'Oppens. Entre Bercher et Rueyres, la Foirause récupère les eaux de la station d'épuration de Bercher puis s'engage dans une zone boisée jusqu'à son point de confluence.

## Faune
En plus de batraciens, la présence de poissons est attestée dans le ruisseau. En 2013, l'inspection de la pêche du canton de Vaud relève la capture de 37 truites.
Durant le mois de juillet 2015, la région souffre d'une importante canicule. Le ruisseau perd 90 % de son débit habituel en l'espace de moins d'une semaine. Il se résume alors à quelques points d'eau recouverts de feuilles. La température de ces poches d'eau étant trop élevée, des gardes-pêche sont dépêchés dans la Foirause pour récupérer tous les poissons encore vivants, à raison de 58 truites farios par longueur de 10 mètres sur certains segments. Les truites sont alors déplacées dans le Nozon à Pompaples afin d'assurer leur survie.

## Sources
: document utilisé comme source pour la rédaction de cet article.
- [Yverdon 1203] Carte nationale : Yverdon, Wabern, Swisstopo, coll. « 1:25 000 » (no 1203), 2013 (ISBN 978-3-302-01203-2, lire en ligne)